# Črni graben, Ljubljanica
Črni graben je potok, ki izvira v bližini Bistre in naselja Borovnica in se kot levi pritok izliva v potok Borovniščica, ta pa se na Ljubljanskem barju kot desni pritok izliva v Ljubljanico.